# Праздники Пакистана
Список праздников, официально отмечаемых в Исламской Республике Пакистан
| Дата                                     | Русское название                    | Название на урду                                | Описание |
| ---------------------------------------- | ----------------------------------- | ----------------------------------------------- | --- |
| 5 февраля                                | День солидарности с Кашмиром        | يوم ياک جيحٹا کاشمر Yom-e-yak-jehtia-e-Kashmir  | День солидарности с Кашмиром. Отмечается с 1990 года как день протеста против контроля Индии над Кашмиром.             |
| 23 марта                                 | День Пакистана                      | یوم پاکستان Yom-e-Pakistan                      | Установлен в память о принятии Лахорской резолюции, требовавшей отдельного государства для мусульман Британской Индии. |
| 1 мая                                    | День труда                          | یوم مزدور Yom-e-Mazdoor                         | День международной солидарности трудящихся                                                                             |
| 28 мая                                   | Юм-э-Такбир                         | یوم تکبیر Yom-e-Takbir                          | память о сериях ядерных испытаний Чагай-I и Чагай-II.                                                                  |
| 14 августа                               | День независимости                  | یوم استقلال Yom-e-Istiqlal                      | В память о провозглашении независимости Пакистана от Великобритании 14 августа 1947 года.                              |
| 9 ноября                                 | День рождения Мухаммада Икбала      | یوم اقبال Yom-e-Iqbal                           | День рождения национального поэта и философа Мухаммада Икбала (1877—1938).                                             |
| 25 декабря                               | День рождения Мухаммада Али Джинны; | یوم ولادت قائداعظم Yom-e-Viladat-e-Quaid-e-Azam | День рождения основоположника пакистанской государственности Мухаммада Али Джинны.                                     |
| Даты, отмечаемые по исламскому календарю |                                     |                                                 | |
| 10 зульхиджа                             | Ид аль-Адха                         | عید الاضحٰی                                      | Праздник в память о жертвоприношении Авраама.                                                                          |
| 1 шавваль                                | Ид аль-Фитр                         | عيد الفطر                                       | Окончание Рамадана. |
| 12 рабиуль-аввала                        | Маулид ан-Наби                      | عيد ميلاد النبی                                 | День рождения пророка Мухаммада.                                                                                       |
| 9 & 10 мухаррам                          | Ашура                               | عاشوراء                                         | Шиитский день поминовения убитого в 680 году имама Хусейна.                                                            |